# Behind the Front (film)

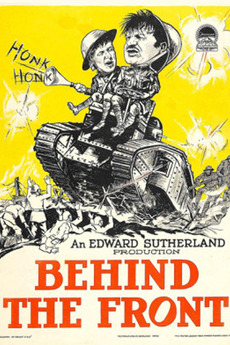
Affiche du film.

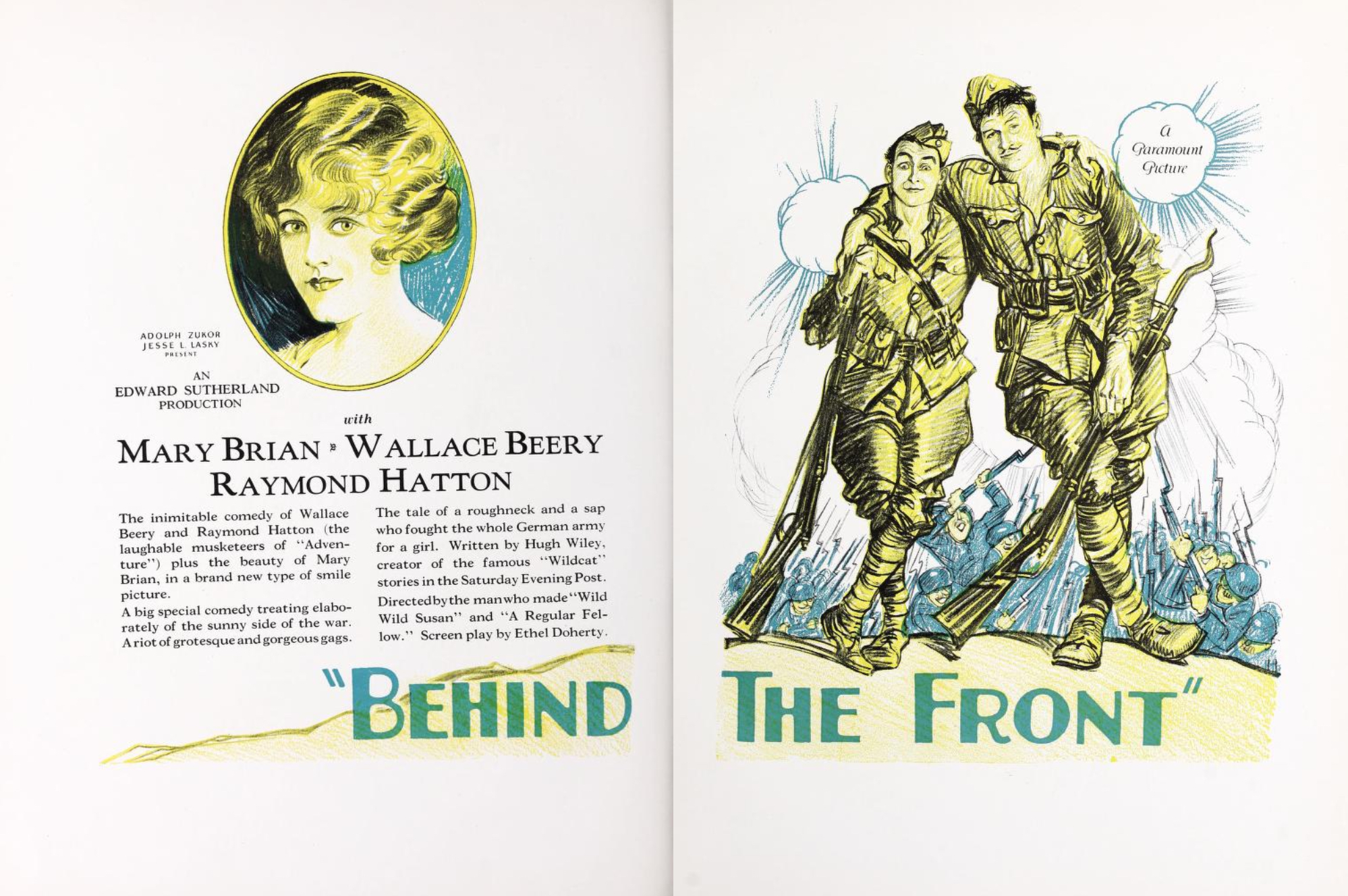
Publicité pour le film.

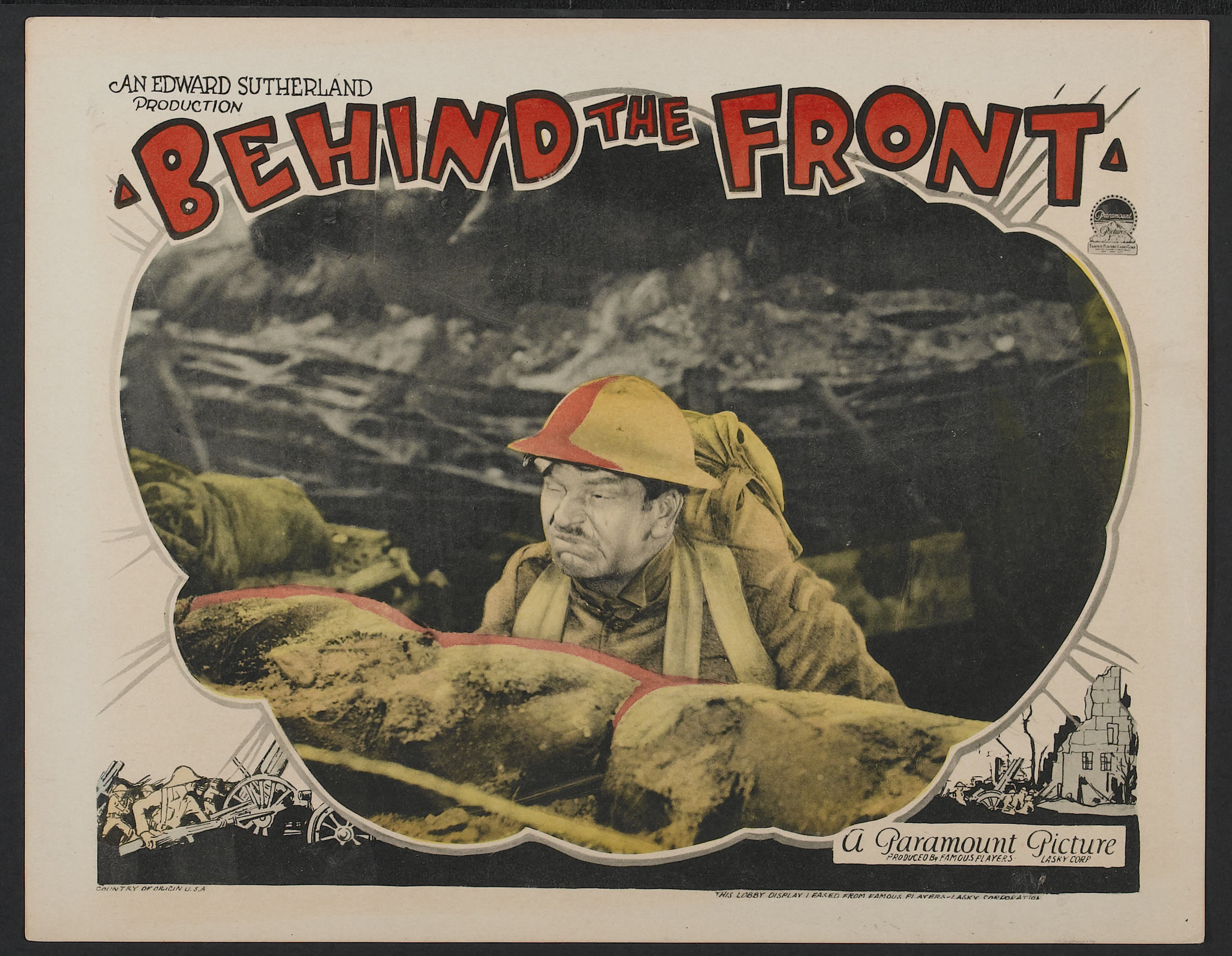
Carte promotionnelle pour le film.

Behind the Front est un film américain réalisé par A. Edward Sutherland et sorti en 1926.

## Synopsis
Riff Swanson se fait visiter les poches par le pickpocket Shorty McGee et le poursuit dans un manoir, où Betty Bartlett-Cooper recrute des soldats pour la guerre en France. Betty les persuade tour à tour de s'engager, et ils s'enrôlent tous les deux. Ils sont envoyés en France et deviennent copains, ne se quittent plus et passent leur temps soit au poste de garde, soit en patrouilles dans le no man's land.

## Fiche technique
- Réalisation : A. Edward Sutherland
- Scénario : Ethel Doherty d'après l'histoire courte The Spoils of War de Hugh Wiley[2].
- Producteurs : Adolph Zukor, Jesse Lasky
- Photographie : Charles P. Boyle
- Distributeur : Paramount Pictures
- Pays de production : États-Unis
- Genre : comédie, film de guerre
- Format: noir et blanc, muet
- Durée : 6 bobines[3]
- Date de sortie : 
  - États-Unis : 22 février 1926

## Distribution
- Wallace Beery : Riff Swanson
- Raymond Hatton : Shorty McKee
- Mary Brian : Betty Bartlett-Cooper
- Richard Arlen : Percy Brown
- Hayden Stevenson : Capitaine Bartlett-Cooper
- Chester Conklin : Scottie
- Tom Kennedy : Sergent
- Frances Raymond : Mme Bartlett-Cooper
- Melbourne MacDowell : M. Bartlett-Cooper
- Jerry Mandy : Soldat
- Charles Sullivan : Soldat
- Gertrude Astor : barman